# Alcaloide pirrolizidínic
Els alcaloides pirrolizinídics formen una classe d'alcaloides i de metabòlits secundaris, caracteritzats per una estructura pirrolizidina formada per dos cicles pirrols.
D'aquests alcaloides no se n'ha trobat cap aplicació terapèutica i és a la seva toxicitat a la que es presta atenció.

pirrolizidina

## Distribució
S'han identificat més de 200 alcaloides pirrolizidínics en tretze famílies de plantes.
Se'ls troba principalment en totes les plantes de la família de la Borraina, també en asteràcies i menys sovint en les fabàcies, en els gèneres Crotalaria, Chromolaena i Lotononis, en les Apocynaceae, les Euphorbiaceae, les Orchidaceae, les Poaceae, etc.
| Família      | Nom comú        | Nom científic            | alcaloides pirrolizidinics                                                      |
| ------------ | --------------- | ------------------------ | ------------------------------------------------------------------------------- |
| BORAGINACEAE | Borraina        | Borago officinalis L.    | licopsamina, amabilina, supinina                                                |
| BORAGINACEAE | Consolda        | Symphytum officinale L.  | licopsamina, intermedina, simfitina                                             |
| ASTERACEAE   | Tussilage       | Tussilago farfara L.     | senkirkina, senecionina                                                         |
| ASTERACEAE   | Eupatori        | Eupatorium cannabinum L. | equinatina, licopsamina, intermedina, rinderina                                 |
| ASTERACEAE   | Seneci de Jacob | Senecio jacobaea L.      | èsters de la retronecina: jacobina, eruciflorina, senecifil·lina, senecionina   |
| ASTERACEAE   | Seneci comú     | Senecio vulgaris L.      | senecifil·lina, senecionina, retrorsina, espatioidina, usaramina, intégerrimine |

## Estructura
La major part dels alcaloides pirrolizidínics són èsters formats entre els alcohols aminats i un o dos compost alifàtics carboxílics.
Els alcohols aminats deriven de la pirrolizidina i se'n diuen necines. La denominació d'un cert nombre d'entre ells es fa a partir del radical necina : retro.necina, plati.necina, rosmari.necina, etc. El cicle sempre és substituït per un grup funcional hidroximetil (–CH₂OH) en el C-1 i, de vegades, una funció alcohol secundària (–OH) en C-7 (retronecina, heliotridina, platinecina) o en C-2 (rosmarinecina) o en C-6 (crotanecina). L'enllaç 1-2 pot ser doble.

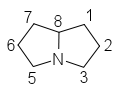
pirrolizidina
retronecina
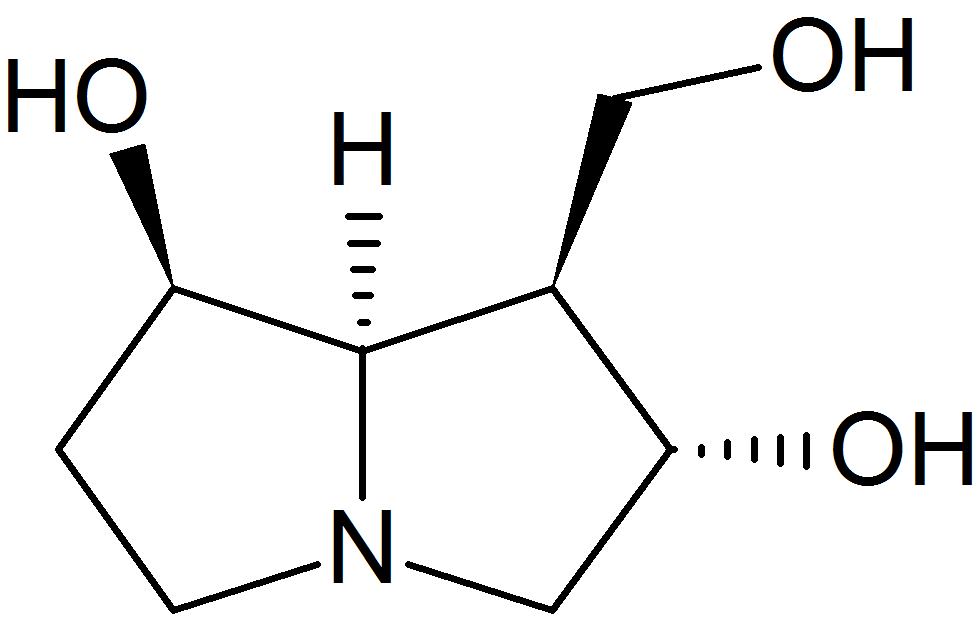
rosmarinecina

Els àcids que esterifiquen les necines es diuen àcids nècics. Són àcids alifàtics en C₅ (àcid angèlic, àcid tíglic), C₇ (àcid lasiocàrpic, (+)-traquelàntic, (-)-viridiflòric, etc.), C₈ (àcid monocrotàlic) o C10 (àcid senècic, jacobinècic, àcid retronècic)

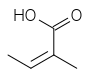
àcid angèlic
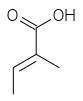
àcid tríglic
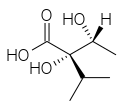
àcid (+)-traquelàntic

Els seus compostos són dels mono- i dièsters :

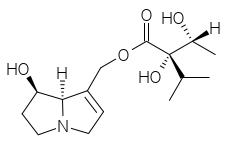
intermedina
licopsamina
symfitina

o dels dièsters macrocíclics
- R=H : senecionina
R=OH : retrorsina

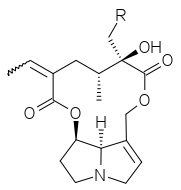
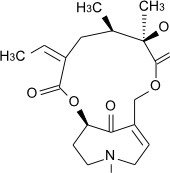
senkirkina

La via de síntesi d'aquests alcaloides parteix de la L-ornitina en el cas de les plantes i la L-arginina, en elsanimals.

## Toxicitat
La major part dels alcaloides pirrolizidínics són mutàgens i inductors de tumors en el fetge.
S'ha demostrat que en la rata alcaloides d'aquest tipus com la retrorsina, senkirkina, monocrotalina, lasiocarpina i symfitina de diverses plantes (Tussilago farfara L., Symphytum officinale L., Petasites japonicus Maxim. etc.) poden provocar tumors hepàtics administrats regularment per via oral. També se n'ha demostrat, en alguns, la seva mutageneïtat i teratogeneïtat.
Els dièsters macrocíclics (senecionina, retrorsina, senecifil·lina, ridel·lina) són els més tòxics. Després venen els dièsters els quals són més tòxics que els monoèsters.

### En humans
El consum regular d'herbes medicinals que continguin aquests composts pot donar greus intoxicacions hepàtiques. La intoxicació crònica es tradueix per una pèrdua de la gana, dolors, una distensió abdominal, un augment de volum del fetge (hepatomegàlia).
L'ús intern de la consolda (Symphytum officinale) com que conté diversos alcaloides pirrolizidínics està prohibit en nombrosos països.
S'han identificat alcaloides pirrolizidínics en plantes medicinals de la Xina, d'Amèrica del Sud i de Sri-Lanka.

### En animals
En general, el bestiar evita les plantes amb alcaloides pirrolizidínics. Tanmateix els farratges i ensitjats contaminats amb plantes que tenen aquests alcaloides poden conduir a una intoxicació crònica. Els animals més sensibles són els porcs, seguits pels cavalls i els bovins. La llet de vaca o de cabra pot estar contaminada per aquests composts hepatotòxics.
Grans episodis de contaminació s'han descrit a l'Afganistan, i Índia i en l'antiga URSS per les collites de cerealstres plantes contaminades per plantes de la família boraginàcia (Heliotropium lasiocarpum, H. popovii, H. europaeum).

## Plantes que contenen alcaloides pirrolizidínics
Aquest tipus d'alcaloides es troben en 350 espècies de plantes, que inclouen:
- Ageratum conyzoides
- Ageratum houstonianum[7]
- Arnebia euchroma
- Borago officinalis, borraina,borratja
- Cacalia hastata
- Cacalia hupehensis
- Chromolaena odorata
- Cordia myxa
- Crassocephalum crepidioides
- Crotalaria albida
- Crotalaria assamica
- Crotalaria mucronata
- Crotalaria sesseliflora
- Crotalaria tetragona
- Cynoglossum amabile
- Cynoglossum lanceolatum
- Cynoglossum officinale
- Cynoglossum zeylanicum
- Echium plantagineum[8]
- Emilia sonchifolia
- Eupatorium cannabinum
- Eupatorium chinense
- Eupatorium fortunei
- Eupatorium japonicum
- Farfugium japonicum
- Gynura bicolor
- Gynura divaricata
- Gynura segetum
- Heliotropium amplexicaule[8]
- Heliotropium europaeum[8]
- Heliotropium indicum
- Lappula intermedia
- Ligularia cymbulifera
- Ligularia dentata
- Ligularia duiformis
- Ligularia heterophylla
- Ligularia hodgsonii
- Ligularia intermedia
- Ligularia lapathifolia
- Ligularia lidjiangensis
- Ligularia platyglossa
- Ligularia tongolensis
- Ligularia tsanchanensis
- Ligularia vellerea
- Liparis nervosa
- Lithospermum erythrorizon
- Petasites japonicus
- Senecio argunensis
- Senecio brasiliensis[9]
- Senecio chrysanthemoides
- Senecio inaequidens[10]
- Senecio integrifolius var. fauriri
- Senecio jacobaea[8]
- Senecio lautus[8]
- Senecio linearifolius[8]
- Senecio madagascariensis[8]
- Senecio nemorensis
- Senecio pterophorus[11]
- Senecio quadridentatus[8]
- Senecio scandens
- Senecio vulgaris, seneci comú[10]
- Syneilesis aconitifolia
- Symphytum officinale,[12] consolda
- Tussilago farfara, tussílag